# Маглакони
Маглакони (груз. მაღლაკონი) — село в Грузии, на территории Хелвачаурского муниципалитета автономной республики Аджария.

## География
Село находится в юго-западной части Грузии, на левом берегу реки Аджарисцкали, на расстоянии 8 километров (по прямой) к юго-востоку от города Батуми, административного центра муниципалитета и автономной республики. Абсолютная высота — 65 метров над уровнем моря.

## Население
По результатам официальной переписи населения 2014 года, в Маглакони проживало 204 человека (110 мужчин и 94 женщины). В национальной структуре населения грузины составляли 100 %.
| Год  | Население, человек |
| ---- | ------------------ |
| 2002 | 233                |
| 2014 | ↘ 204              |